# Антуан, Джонатан
Джонатан Антуан (англ. Jonathan Antoine; род. 13 января 1995 года, Эссекс, Великобритания) — участник дуэта «Jonathan and Charlotte» из Великобритании, занявшего второе место в шестом сезоне шоу «Britain’s Got Talent» 12 мая 2012 года. Обладатель уникального голоса — тенор-альтино. По другим источникам классический тенор.

## Биография
Антуан родился в семье полицейского и домохозяйки в Эно, Эссекс. В 11 лет поступил в Чигвельскую школу и там познакомился с учителями вокала Джинетт Браун и Дженни Юингтон. Свой певческий потенциал обнаружил в 13-летнем возрасте, когда его голос начал ломаться. Тогда же он начал брать уроки пения. Сейчас он продолжает учиться пению в Королевском музыкальном колледже в Лондоне, куда приезжает заниматься раз в неделю. Кроме этого, является студентом Илфордского университета в родном Эссексе. Обучаясь на первом курсе, в возрасте 17 лет, принял участие в телешоу «Britains Got Talent — 2012» (рус. «Британия ищет таланты»), на котором стал фаворитом, поразив не только зрителей, но и членов жюри. Вначале выступления члены жюри, увидев его, готового выступить со своей подругой (Шарлотта Джаконелли), не ожидали от него никаких сюрпризов. По окончании песни присутствовавшие на шоу зрители устроили овацию, а первое, что произнёс Саймон Коуэлл (один из судей телешоу) — «Oh my God!» (рус. «О мой Бог!»). Председатель жюри Алиша Диксон назвала Джонатана «певцом мирового класса», а Саймон Коуэлл сказал, что у него выдающийся голос. В 2011 году в Лондоне в рамках мероприятия Rotary Youth Makes Music исполнил " Ave Maria " в Королевском фестивальном зале. После прослушивания в 14 лет был принят в Королевскую академию музыки. Тут же появился его дуэт с Шарлоттой Джаконелли.

## Карьера

### 2012-2014: Джонатан и Шарлотта
13 мая 2012 года, на следующий день после финала конкурса Britain's Got Talent, было подтверждено, что Саймон Коуэлл ведёт переговоры о предложении контракта на запись со своим лейблом Syco в один миллион фунтов стерлингов. Они выпустили свой дебютный альбом Together 24 сентября 2012 года в Великобритании и 30 октября 2012 года в США. Их второй совместный альбом Maybe Love был выпущен 14 октября 2013 года после перехода из SyCo / Columbia Records на Sony Classical и был представлен как альбом перепетых композиций, который также содержал классические песни и интерпретации современных песен.

### 2014 и далее: сольная карьера
Антуан участвовал в предварительном выпуске альбома в турне по Великобритании Balcony, за которым последовало выступление на заключительном концерте iTunes Festival 2014 после приглашения Пласидо Доминго. Он также начал сольную карьеру в Соединённых Штатах и выступил в 2014 году на фестивале Muhammad Ali Celebrity Fight Night в Аризоне, Калифорнии и Флориде. Его альбом Tenore (итальянский  «тенор») был выпущен в Великобритании 13 октября 2014 года. Музыкальным продюсером стала  Анна Барри которая работала с Андреа Бочелли, Хосе Каррерасом, Кировской оперой и Эндрю Ллойдом Уэббером.
15 сентября 2018 года Джонатан дал свой первый сольный концерт в Соединённых Штатах в Thousand Oaks Civic Arts Plaza California, в театре Фреда Кавли, а в июне 2019 года он выступил в Winter Garden Theater в Канаде в трёхчастном концерте под названием Beyond.